# Cannonball-Kliffs
Die Cannonball-Kliffs sind Kliffs von 500 m Höhe auf der Ostseite der westantarktischen Alexander-I.-Insel. Sie ragen an der Südseite der Mündung des Neptun-Gletschers in den George-VI-Sund auf.
Die Kliffs wurden mithilfe von Trimetrogon-Luftaufnahmen der Ronne Antarctic Research Expedition (1947–1948) und durch Vermessungen des Falkland Islands Dependencies Survey zwischen 1948 und 1950 kartiert. Das UK Antarctic Place-Names Committee benannte sie 1974 nach den zahlreichen Konkretionen, die im Sandstein in diesem Gebiet enthalten und als „Kanonenkugel“-Konkretionen (englisch cannon-ball concretions) bekannt sind.